# 永璐
永璐（1757年8月31日—1760年4月23日），愛新覺羅氏，清朝乾隆帝第十四子，生母是孝仪纯皇后魏佳氏

## 生平
乾隆二十二年（1757年）七月十七日出生，是嘉庆帝的同母哥哥。
永璐只活到四歲便夭折，乾隆二十五年（1760年）三月初八日酉時，永璐病死，並无谥号。小阿哥的丧事是按照当时的皇后輝發那拉氏所生的十三阿哥的丧仪规格办理，祔葬于朱华山嫡兄端慧皇太子的园寝内。园寝内有三座地宫，端慧皇太子地宫居中为石券，东侧地宫也是石券祔葬三人，居中为端慧皇太子的同母弟悼敏皇子，左右为皇九子皇十子，西侧地宫规制最低仅为砖券祔葬三人，十三阿哥居中，左右永璐和嘉庆帝的另一个同母弟皇十六子。